# Coborâre întunecată 2
The Descent Part 2 este un film horror de aventură britanic din 2009, sequel al filmului din 2005 The Descent. Filmul a fost produs de Christian Colson și co-produs de Paul Ritchie cu Neil Marshall ca producător executiv, cei din urmă fiind producătorul și regizorul primei părți respectiv.

## Distribuție
- Shauna Macdonald în rolul lui Sarah Carter
- Natalie Mendoza în rolul lui Juno Kaplan
- Krysten Cummings în rolul lui Elen Rios
- Gavan O'Herlihy în rolul Sheriffului Vaines
- Anna Skellern în rolul lui Cath
- Joshua Dallas în rolul lui Greg
- Douglas Hodge în rolul lui Dan
- Michael Reynolds în rolul lui Ed Oswald
- Doug Ballard în rolul lui Doctor Roger Payne
- Saskia Mulder în rolul lui Rebecca (cadavru)
- MyAnna Buring în rolul lui Sam (cadavru)